# 黃益中
黃益中（1979年2月17日—）是一名臺灣公民科高中教師及社會運動人士。
以探討及思考方式讓學生主動討論議題。心目中的品格教育是公平正義，最害怕學生長大後只會考試賺錢卻對弱勢冷漠，努力在課堂上翻轉刻板印象，取材時事進行公民思辨，啟迪多元價值觀念 。關注台灣街頭的各種抗爭，包括關廠工人連線、大埔、洪仲丘事件等，並將他的觀察帶入課堂中。他相信，公民課本只提供教學的基礎，將社會上發生的真實事件帶進課堂討論，才是一位公民老師的職責。

## 背景
黃益中出生於新竹市。新竹高中畢業後，取得師範大學公民教育與活動領導學系學士，以及國立政治大學東亞研究所碩士學位。服義務役時，擔任海軍陸戰隊預官。
曾任國中教師，現為臺北市立大直高級中學公民與社會科教師。

## 社會運動及倡議

### 課綱微調
2014年2月黃益中加入「公民教師行動聯盟」，擔任發言人，抗議高中課綱微調黑箱作業。

### 無殼蝸牛運動
2014年黃益中發起「台灣居住正義協會」，旨在無殼蝸牛運動。他是「巢運」發起人之一，10月4日帶領響應者夜宿仁愛帝寶前，訴求五大居住改革，要求居住權入憲、杜絕投機炒作、停建合宜住宅、廣建社會住宅與擴大租屋市場。

### 婚姻平權
面對反同婚陣營的諸多不實攻擊，黃益中認為「謠言應該止於智者」，現在卻有很多人被不實的言論矇騙，即使自己支持同婚，他卻堅持在課堂上要價值中立，將正反兩方的論述都忠實呈現，交給學生去討論辯證，「通常最後結果都是站在正義的一邊，高中生已有明辨是非的基本能力」。在婚姻平權通過後，黃益中談到人工生育配套與相關立法的問題，因為這將不分異性戀、同性戀都將面臨相同的需求，很多異性戀家庭因為生理因素無法生養小孩，只要通過就可以拯救少子化，他鏗鏘有力地說：「台灣的生育率就會馬上提升！」

### 媒體識讀
黃益中在接受𝙋𝙤𝙙𝙘𝙖𝙨𝙩節目【新聞真假掰】主持人黃兆徽專訪時表示，媒體素養應該落實在每一個學科中，並結合日常生活、社會時事，他也建議教師善用年輕人喜愛的媒體素材，提升學生的學習興趣和共鳴。黃益中說明，目前媒體素養課程大致分為三大部分，包括「媒體公共性」、「媒體近用權」及「媒體再現」，並兼論「假訊息」議題。在課程中，黃益中期盼學生能理解「絕對的公平和客觀」並不存在，因此要「多看、多聽、多比較」，形塑屬於自己的資訊觀點。同時，也讓學生養成對訊息保持警戒、運用查證管道的習慣，並認知到隨意轉發不實訊息可能有觸法之虞。
他參與反紅色媒體遊行。

## 爭議

### 推薦拒蓋公宅民代人選
2015年11月22日，黃益中出席參加臺北市文山、南中正選區李慶元的造勢活動，為李慶元站台。雖然李慶元在地方民生建設政見列上：「運用公有閒置土地，建設公共住宅，實現居住正義」。然而，同年12月李慶元卻表示，「不希望文山區成為公共住宅的集中營」，要求文山區不可蓋公宅。針對此事，身為台灣居住正義協會理事長的黃益中，並未對此表示意見。

### 課堂上公然業配自己的書
黃益中以「熱血教師」名號出版三本書籍，但在2020年4月卻紛紛被曾教過的學生在網路上抱怨，黃益中常在課堂上宣傳書籍，此外也常為了宣傳書而請假，甚至在學生畢業時，拒簽畢業紀念冊，而只願簽自己出版的書。許多曾被黃益中教過的學生在留言中大肆抱怨，羅列出4大罪狀，其一：指稱黃益中上課都在賣書「他每堂課都會業配自己的書」「他為了宣傳書而請假」或是不簽畢業紀念冊，只簽自己的書等等。其二：罵學生孬種，「我們班曾經被罵過好幾次孬種，他說我們比不上建中、北一就是因為我們不懂得翹課」；其三，有學生認為黃益中上課不認真，爆料黃益中都讓實習老師上課，把進度壓力都推到實習老師身上，「某次超級認真上課，是因為帶了攝影團隊去採訪。」；其四，說詞常自相矛盾，例如黃益中鼓吹學生翹課，但是當學生翹課被抓包之後，又叫學生不要以他為藉口蹺課等等，讓學生不禁傻眼地說「跟他在外面經營的形象差好多」；但也有學生幫他澄清，表示「他的公民知識是真的很好，但他當老師真的只是為了賺錢。」 

### 誇陳玉珍女戰神引爭議
2020年7月17日，立法院進行監察院人事同意案審查投票時，藍綠立委雙方爆發衝突，其中國民黨籍立委陳玉珍除了死守主席台外，甚至伸手進立委林昶佐褲帶搶選票，此舉引發性騷擾爭議，甚至引發網友支持林昶佐向陳玉珍提告。 然而，7月18日，黃益中與陳玉珍一同上政論節目，黃益中在合照上誇獎陳玉珍為女戰神，在貼文寫到「陳玉珍說林昶佐Freddy不是她的菜」，隨即引發網友質疑。7月19日，黃益中緊急發表道歉啟示，澄清他並非鼓勵陳玉珍在國會的失序行為。黃益中最後說道：「對不起，各位對我的批評我收到了，我會嚴肅面對，這次犯的錯誤，我會謹記在心時時檢討。」

### 網路公審路易莎反被批人設大翻車怒刪文
2025年2月4日，罷免團體擅自佔用連鎖咖啡店路易莎提供的免費桌椅擺攤連署，遭店家勸離並發布公告「謝絕所有黨派的政治活動」，此舉竟引起青鳥炸鍋，狂洗店家負評喊抵制，甚至還嗆「有10萬連署書進中選會，請問公關部門要怎麼處理危機，你們可能要仔細想想後面的客群消費選擇喔！」
通告名嘴暨台北大直高中公民科教師黃益中譯在個人Facebook 及Threads 發文分享自身經驗，他表示自己在北市松山區的路易莎咖啡「松山生活運動店」花了70元消費後，向店家借廁所，沒想到店員卻要他去對面松山車站上廁所，讓他批評自己就是為了上廁所才會消費，路易莎咖啡貴又普，「錢路易莎賺、掃廁所松山車站包」，難怪分店開這麼多。
不過此番言論卻引發高度爭議，網友指出這家分店「本來就沒有廁所」，健身房內的廁所則不對外開放，且松山車站內的店家裡面也都沒有廁所，全部都必須要在車站內解決需求。但黃益中卻因此發文網路公審店家，「你的認知超級有問題」。對此黃益中並未另發文道歉，竟悄悄自行刪除在Facebook上的貼文，但Threads上的同內容貼文仍然可以看到。身為公民教師但對爭議卻有如此反應令人咋舌。

## 個人生活
黃益中2016年與Diana結婚。

## 著作
- 2015年出版《思辨－熱血教師的十堂公民課》，並受邀TEDxTaipei年會演講「一堂從「居住正義」談起的公民思辨教育」。[17]他不但希望喚起大家對這個問題的關注，也希望用自身經驗告訴大家對身邊事物「思辨」的重要。

- 2017年出版《向高牆說不》，倡議平權，推動多元價值，特別引用「玫瑰少年」葉永誌同學的例子，「打破單一價值的教育高牆，引領學生發展出各自的潛能，這才是從事教育的目的。[18]同時呼籲家長相信老師的「專業」並且「尊重」，支撐每個老師願意繼續在教育現場投入的，是家長與社會對他們的信任與支持。[19]

- 2019年出版《我的不正經人生觀》，與主流價值格格不入的叛逆哲學，用在戀愛、交友、聯誼、社團、打工、健身、事業、婚姻各方面，乍看之下可能有些長輩甚至覺得驚世駭俗，但退一步想，就可以了解用心良苦。「廣大的年輕朋友們，我寫了很多親身經驗，有些真相聽起來或許很殘酷，特別在感情這塊，但我寧可忠言逆耳。可以的話，希望你早點認清現實，少走一點冤枉路。」[20]

| 年份   | 出版日期      | 書名                           | 作者   | 出版社   | ISBN               |
| 2015年 | 2015年5月4日  | 《思辨：熱血教師的十堂公民課》 | 黃益中 | 寶瓶文化 | ISBN 9789864060115 |
| 2017年 | 2017年4月27日 | 《向高牆說不》                 | 黃益中 | 寶瓶文化 | ISBN 9789864060856 |
| 2019年 | 2019年5月29日 | 《我的不正經人生觀》           | 黃益中 | 寶瓶文化 | ISBN 9789864061594 |

## 資料來源
1. ↑  陳怡杰. . 風傳媒. 2015-06-05  [2015-08-23]. （原始内容存档于2019-12-09） （中文（臺灣））.
2. ↑  黃益中. .   [2022-08-04]. （原始内容存档于2022-08-04） （中文（臺灣））. 他心目中的品格教育是公平正義，最害怕學生長大後只會考試賺錢卻對弱勢冷漠，努力在課堂上翻轉錯誤價值，取材時事進行公民思辨，啟迪多元價值觀念。
3. ↑  . 蘋果新聞網. 2019-07-31  [2022-08-04]. （原始内容存档于2022-08-04） （中文（臺灣））.
4. ↑  林雨佑. . 新頭殼newtalk. 2014-02-28  [2022-08-04]. （原始内容存档于2022-08-04） （中文（臺灣））.
5. ↑  賴彥汝. .   [2022-08-04]. （原始内容存档于2022-08-04） （中文（臺灣））. 巢運發起人，熱血教師黃益中
6. ↑  Jheng-Ping Lin. .   [2022-08-04]. （原始内容存档于2022-11-29） （中文（臺灣））. 談到人工生育配套與相關立法的問題，因為這將不分異性戀、同性戀都將面臨相同的需求，很多異性戀家庭因為生理因素無法生養小孩，只要通過就可以拯救少子化，他鏗鏘有力地說：「台灣的生育率就會馬上提升！」
7. ↑  黃兆徽. .   [2022-08-04]. （原始内容存档于2022-07-05） （中文（臺灣））. 媒體素養應該落實在每一個學科中，並結合日常生活、社會時事，他也建議教師善用年輕人喜愛的媒體素材，提升學生的學習興趣和共鳴。
8. ↑  . 指傳媒. 2015-11-21  [2020-07-19]. （原始内容存档于2020-07-19） （中文（臺灣））.
9. ↑  聯合影音. . 聯合影音.   [2020-07-19]. （原始内容存档于2020-07-19） （中文（臺灣））.
10. ↑  鏡週刊. . LINE TODAY.   [2020-07-19].
11. ↑  ETtoday新聞雲. . star.ettoday.net.   [2020-07-19] （中文（繁體））.
12. ↑  自由時報電子報. . 自由電子報. 2020-07-17  [2020-07-19]. （原始内容存档于2021-03-02） （中文（臺灣））.
13. ↑  三立新聞網. . www.setn.com. 2020-07-18  [2020-07-19]. （原始内容存档于2020-08-17） （中文（臺灣））.
14. ↑  . tw.news.yahoo.com.   [2020-07-19] （中文（臺灣））.
15. ↑  . tw.news.yahoo.com.   [2020-07-19] （中文（臺灣））.
16. ↑  吳祥瑞. . 蘋果日報. 2016-11-27  [2017-05-26]. （原始内容存档于2017-08-03） （中文（臺灣））.
17. ↑  .   [2022-08-04]. （原始内容存档于2022-10-15） （中文（臺灣））.
18. ↑  .   [2022-08-04] （中文（臺灣））. 他在《向高牆說不》書中特別引用「玫瑰少年」葉永誌同學的例子。「打破單一價值的教育高牆，引領學生發展出各自的潛能，這才是從事教育的目的。」
19. ↑  .   [2022-08-04] （中文（臺灣））. 支撐每個老師願意繼續在教育現場投入的，是家長與社會對他們的信任與支持。但這樣動力在各式各樣的投訴、寫報告的輪迴下逐漸消磨，如果未來教育現場只剩「坐等退休」、「應付家長」的老師，孩子們教育還有什麼值得期待？
20. ↑  .   [2022-08-04]. （原始内容存档于2022-07-02） （中文（臺灣））. 但我寧可忠言逆耳。可以的話，希望你早點認清現實，少走一點冤枉路

## 外部連結
- 黃益中的Facebook專頁
- 黃益中 （页面存档备份，存于）在聯合新聞網‧鳴人堂的專欄
- 黃益中 （页面存档备份，存于）在風傳媒的專欄
- 黃益中 （页面存档备份，存于）在想想論壇的專欄
- 黃益中 （页面存档备份，存于）在台灣開放民主守望協會的理事名單